# Aleksandar Dragović
Aleksandar Dragović (* 6. März 1991 in Wien) ist ein österreichischer Fußballspieler auf der Position eines Innenverteidigers.

## Karriere

### Verein

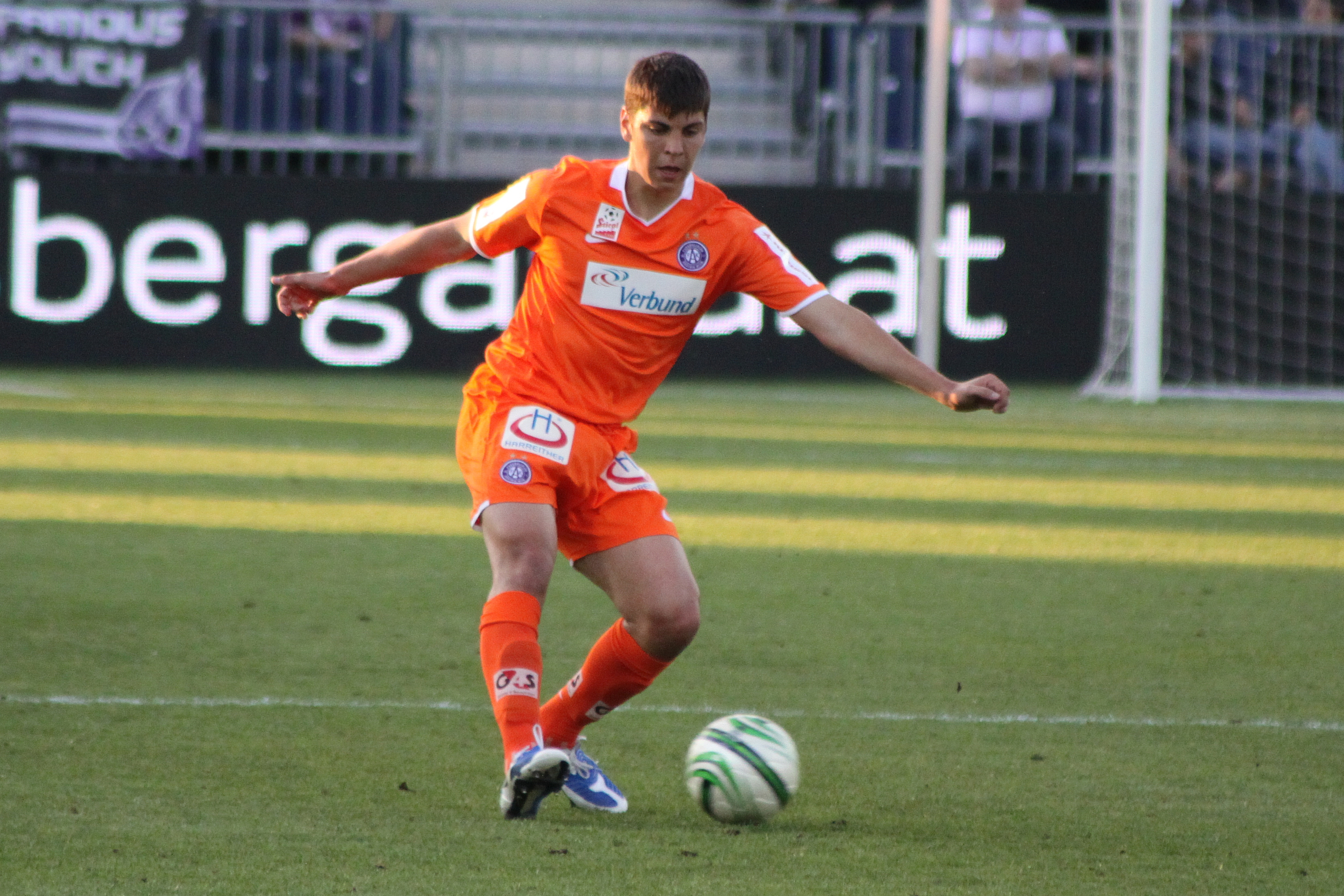
Aleksandar Dragović am Ball für Austria Wien

Dragović hatte seine Karriere in der Jugendabteilung von FK Austria Wien begonnen, bevor er 2008 erst in die zweite und im Verlauf desselben Jahres in die erste Mannschaft aufgenommen wurde. Er war U-17-Nationalspieler und zu Beginn der Saison 2008/09 Stammspieler, des Weiteren gewann er 2009 den österreichischen Pokal.
Im Februar 2011 wechselte Dragović zum FC Basel. Sein Debüt gab er am 12. Februar 2011 beim 3:0-Heimsieg gegen den FC St. Gallen. Am Ende der Saison 2010/11 wurde er mit dem FC Basel Schweizer Meister. Er spielte mit seinem neuen Verein im Uhrencup und gewann das Turnier. Sein erstes Tor in der Schweizer Fussballmeisterschaft erzielte er mit dem Treffer zum 1:0 beim 3:0-Heimsieg gegen Servette FC Genève am 1. Oktober 2011. Am Ende der Saison 2011/12 gewann er erneut den Meistertitel und mit dem Turniersieg im Schweizer Cup auch das Double.
Am Ende der Saison 2012/13 wurde Dragović mit dem FC Basel zum dritten Mal Schweizer Meister und stand mit der Mannschaft im Cupfinal, das sie im Penaltyschiessen verloren. In der UEFA Europa League 2012/13 kam Dragović mit dem FC Basel ins Halbfinale und schied dort gegen den damaligen amtierenden Champions-League- und späteren Turniersieger FC Chelsea aus.
Am 26. Juli 2013 unterschrieb Dragović einen Fünfjahresvertrag bei Dynamo Kiew. In seiner ersten Saison wurde er mit Dynamo Kiew ukrainischer Pokalsieger 2013/14. In der folgenden Saison spielte er mit dem Verein in der Gruppenphase der Champions League, wurde ukrainischer Meister und Pokalsieger. In der Saison 2015/16 erreichte er mit Dynamo Kiew das Achtelfinale der Champions League und wiederholte den Meisterschaftsgewinn. Im Juli 2016 – kurz vor seinem Wechsel nach Leverkusen – gewann er gegen Schachtar Donezk den ukrainischen Supercup 2016.
Am 23. August 2016 wechselte er zum deutschen Bundesligisten Bayer 04 Leverkusen und erhielt dort einen bis Ende Juni 2021 laufenden Vertrag. Für die Saison 2017/18 wurde Dragović am 31. August 2017 an den englischen Erstligisten Leicester City verliehen. Nach seiner Rückkehr nach Leverkusen zur Saison 2018/19 erzielte er beim 6:2-Auswärtssieg gegen Werder Bremen am 28. Oktober 2018 (9. Spieltag) seinen ersten Bundesligatreffer.
Nach insgesamt 71 Bundesligaeinsätzen für Leverkusen wechselte er nach seinem Vertragsende bei den Deutschen zur Saison 2021/22 nach Serbien zum FK Roter Stern Belgrad, bei dem er einen bis Juni 2024 laufenden Vertrag erhielt. Insgesamt kam er zu 95 Einsätzen in der SuperLiga für Roter Stern. Nach seinem Vertragsende verließ er Belgrad nach der Saison 2023/24.
Im Anschluss kehrte Dragović im Juli 2024 zu Austria Wien zurück, wo er einen bis 2027 laufenden Vertrag erhielt.

### Nationalmannschaft

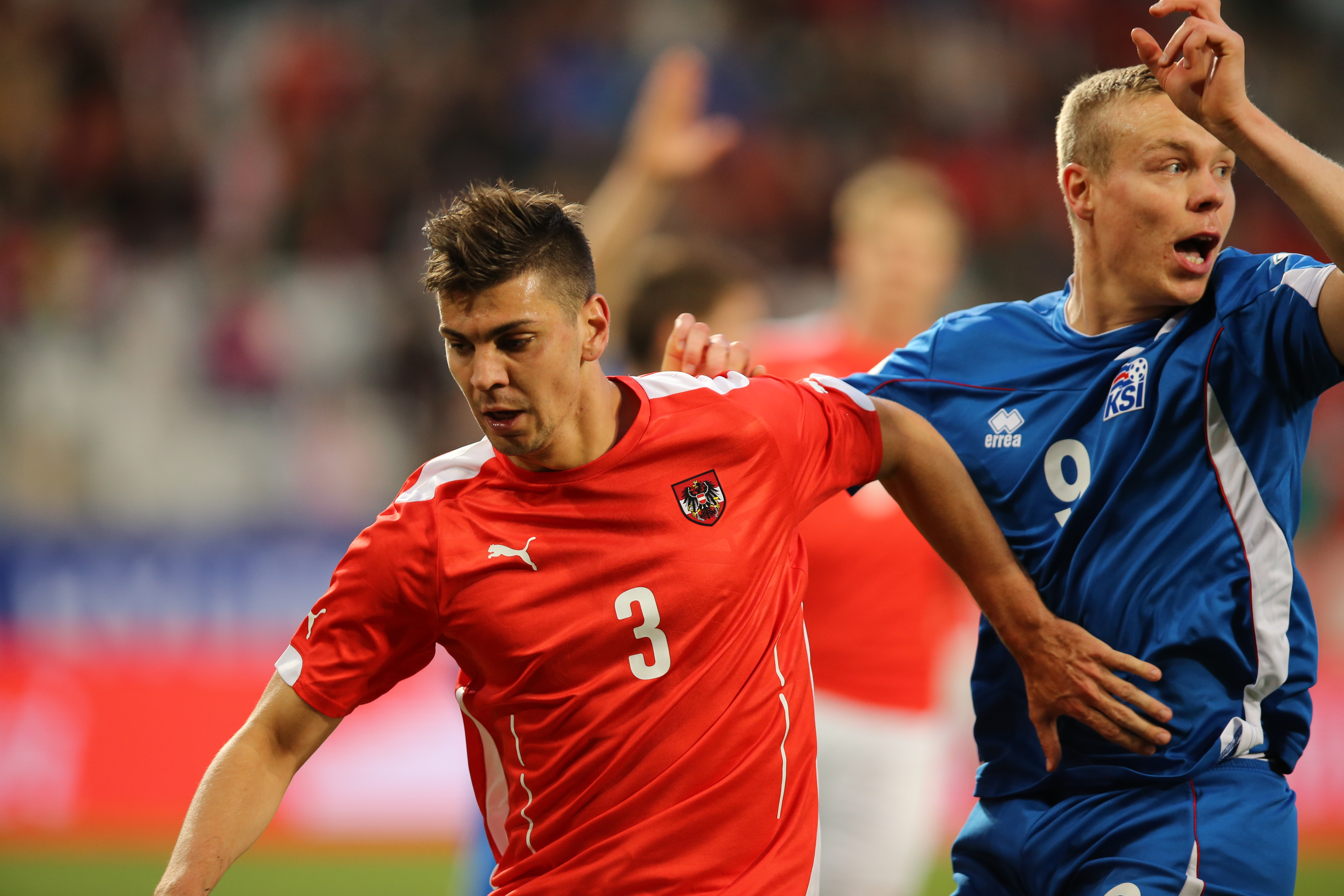
Dragović bei einem Länderspiel gegen Island (2014)

Dragović sammelte unter anderem in der österreichischen U-16- (ein Spiel), der U-17- (elf Spiele, zwei Tore) und U-19-Auswahl (sechs Spiele, zwei Tore) Erfahrungen. In seiner ersten Saison als Stammspieler von Austria Wien wurde er in den Kader der A-Nationalmannschaft für das Qualifikationsspiel zur WM 2010 gegen Rumänien einberufen, konnte aber nicht auflaufen, da er sich im Training vor dem Spiel an der Nase verletzt hatte. Für das Qualifikationsspiel gegen Serbien am 6. Juni 2009 wurde er unter ÖFB-Teamchef Dietmar Constantini erneut nominiert. Bei diesem Spiel absolvierte er sein Team-Debüt, wobei er von Beginn an zum Einsatz kam. Sein erstes Tor für die Nationalmannschaft erzielte er am 18. November 2014 bei der 1:2-Heimniederlage gegen Brasilien per Elfmeter.
Für die EM 2016 in Frankreich wurde er in das Aufgebot Österreichs aufgenommen. Im ersten Spiel gegen Ungarn (0:2) stand er in der Startelf und wurde in der 66. Minute nach wiederholtem Foulspiel mit der Gelb-Roten Karte des Feldes verwiesen. Nach einem Spiel Sperre wurde er im dritten Spiel wieder in der Startformation aufgeboten. Österreich verlor dieses und schied mit nur einem erreichten Punkt nach der Vorrunde als Gruppenletzter aus dem Turnier. Im Mai 2021 wurde er in den vorläufigen Kader Österreichs für die EM 2021 berufen und schaffte es schlussendlich auch wieder in den endgültigen Kader, mit dem er bis zum Achtelfinale kam. Während des Turniers kam er in allen vier Partien Österreichs zum Einsatz.
Am 29. März 2022 bestritt Dragovic im Freundschaftsspiel gegen Schottland sein 100. Länderspiel für die österreichische Nationalmannschaft. Dies war zuvor nur dem ehemaligen ÖFB-Nationalspieler Andreas Herzog (103 Länderspiele) gelungen.

## Leben
Dragovićs Eltern stammen aus Grocka, einem Vorstadtbezirk Belgrads.
Im Frühjahr 2012 geriet er nach einer humorvoll gemeinten Tätschelei auf den Kopf des Schweizer Bundesrates Ueli Maurer in die öffentliche Kritik.
Nachdem er während der Meisterfeier noch gesagt hatte, dass es ihm „sehr schwer falle“, sich zu entschuldigen und jeder innerlich wisse, dass es „sehr, sehr Spass gemacht“ habe, entschuldigte er sich am 25. Mai persönlich bei Maurer in Bern.

## Titel und Erfolge
FK Austria Wien
- Österreichischer Cupsieger: 2009

FC Basel
- Schweizer Meister: 2010/11, 2011/12, 2012/13
- Schweizer Cupsieger: 2012
- Schweizer Cupfinalist: 2012/13
- Uhrencupsieger: 2011, 2013

Dynamo Kiew
- Ukrainischer Meister: 2015, 2016
- Ukrainischer Pokalsieger: 2014, 2015
- Ukrainischer Supercup: 2016

FK Roter Stern Belgrad
- Serbischer Meister: 2022, 2023
- Serbischer Pokalsieger: 2022, 2023

Persönlich
- Young Star: September 2008
- Swiss Golden Player Award: Best Defender 2012
- Europa League team of the group stage: 2012